# Zegelringcel

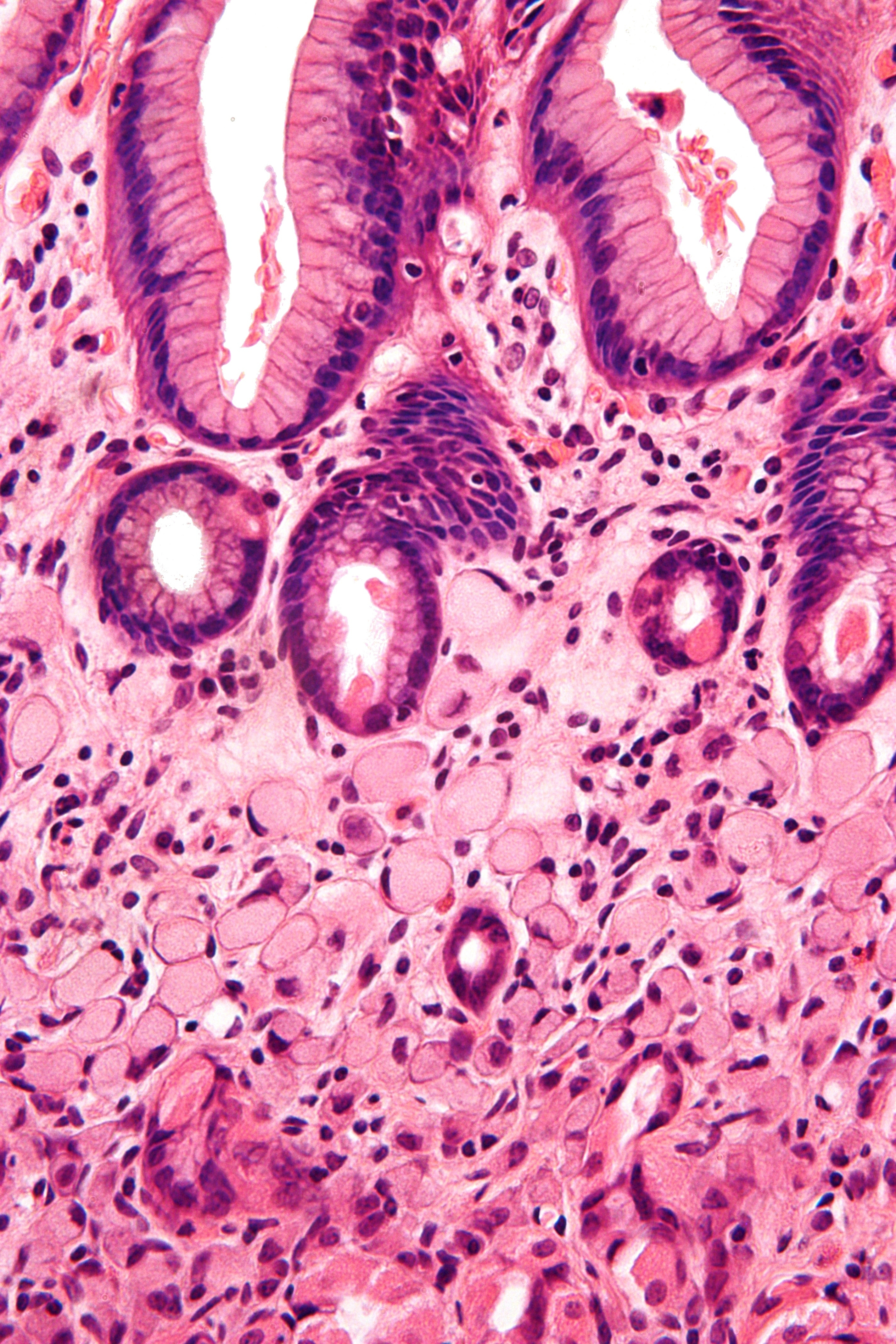
Maagzegelringcelcarcinoom. Zeer sterke vergroting.

Een zegelringcel is een cel met een grote vacuole. Het kwaadaardige type wordt voornamelijk gezien bij carcinomen. Zegelringcellen worden het vaakst geassocieerd met maagkanker,, maar kunnen ontstaan uit een willekeurig aantal weefsels, waaronder de prostaat, urineblaas, galblaas, borst, dikke darm, eierstokkanker en testis. Sommige gevallen van maagzegelringcelcarcinoom zijn erfelijk en worden vaak veroorzaakt door mutaties in het CDH1-gen.

## Verschijning
De naam van de cel komt door zijn uiterlijk; zegelringcellen lijken op een zegelring. Ze bevatten een grote hoeveelheid mucine, die de celkern naar de celperiferie duwt. De plas mucine in een zegelringcel bootst het uiterlijk na van een gat waar een vinger doorheen kan en de kern bootst het uiterlijk van de voorkant van de ring in profiel na.

## Typen
De NCI Thesaurus noemt de volgende typen zegelringcellen:
- Castratiecel, een niet-kwaadaardige cel die onder bepaalde abnormale hormonale omstandigheden in de hypofysevoorkwab ontstaat.
- Neoplastische folliculaire zegelringcel van de schildklier
- Zegelring adenocarcinoomcel
- Zegelring melanoomcel
- Zegelring stromale cel

## Diagnostische betekenis
Een aanzienlijk aantal zegelringcellen wordt over het algemeen geassocieerd met een slechtere prognose.

## Classificatie van carcinomen
SRC-carcinomen kunnen worden geclassificeerd met behulp van immunohistochemie.

## Afbeeldingen

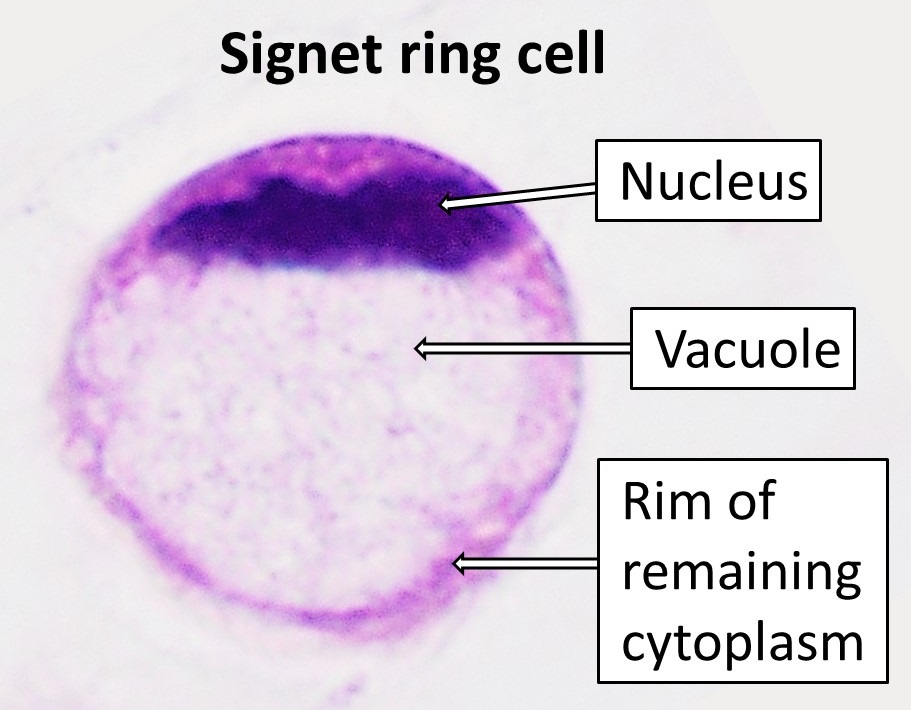
Zegelringcel, zoals te zien bij een colonadenocarcinoom met een vacuole van mucine.
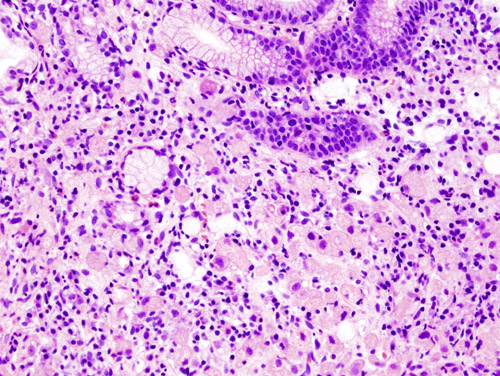
Maagzegelringcelcarcinoom. Hematoxyline-eosinekleuring.
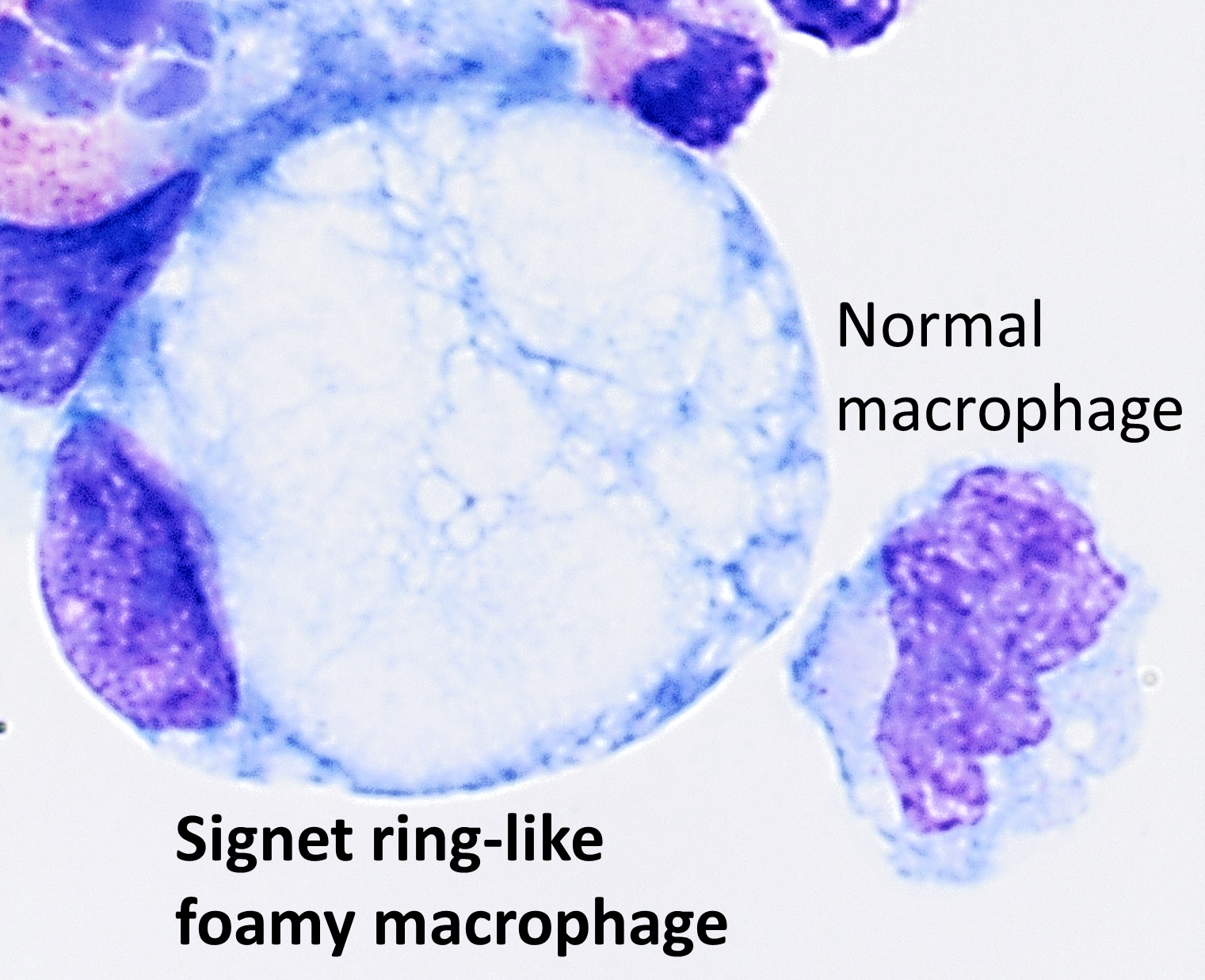
Een zegelringachtige opgeblazen macrofaag, die een kankercel kan nabootsen, maar de textuur van de kern is vergelijkbaar met die van een normale macrofaag.
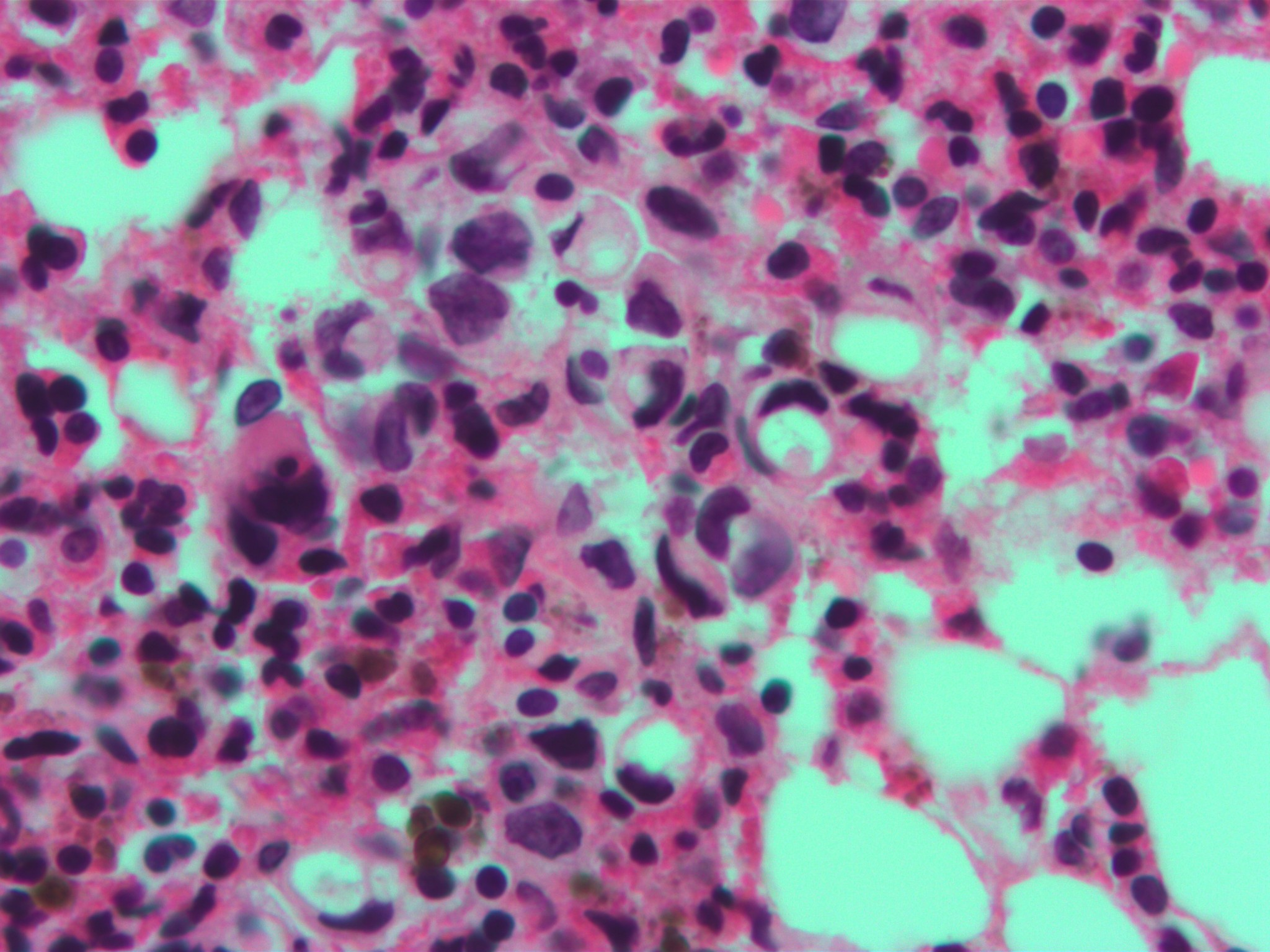
Sterke vergroting toont zegelringcellen met helder cytoplasma in een metastatisch borstcarcinoom. Hematoxyline-eosinekleuring.
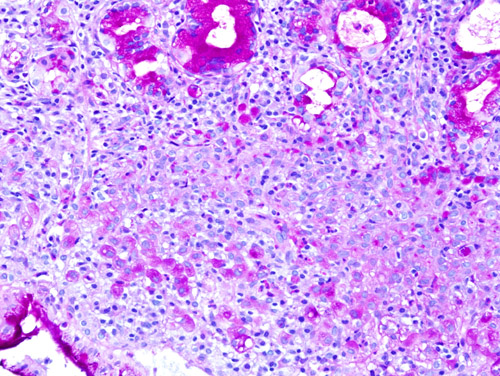
Zegelringcellen (magenta) met PAS-kleuring in een maagzegelringcelcarcinoom.